# KVK Wellen
Maillots
Dernière mise à jour : 29 juin 2018.
La Koninklijke Voetbalkring Wellen est un club belge de football localisé à Wellen dans la Province de Limbourg à quelques kilomètres au sud d'Hasselt. Porteur du matricule 2825, ce club a été fondé en 1934.
Le club tire son nom actuel d'une fusion, survenue en 1981, entre le K. Wellense SK et le Wellen VV.
Le club évolue en Division 3 Amateur lors de la saison 2018-2019, ce qui constitue sa 19e saison dans les séries nationales.

## Repères historiques
- 1920 - fondation de STANDAARD FOOTBALL CLUB WELLEN.
- 1928 - STANDAARD FOOTBALL CLUB WELLEN s'affilie auprès de l'URBSFA et reçoit le matricule 1278.
- 1932 - STANDAARD FOOTBALL CLUB WELLEN (1278) arrête ses activités.
- 1933 - le matricule 1278 du STANDAARD FOOTBALL CLUB WELLEN est radié par la fédération.

- 1934 - fondation de EENDRACHT FOOTBALL CLUB WELLEN.
- 1935 - 01/08/1935, EENDRACHT FOOTBALL CLUB WELLENs'affilie auprès de l'URBSFA et reçoit le matricule 2825.
- 1939 - fondation de SPARTA WELLEN.
- 1940 - fondation de FOOTBALL CLUB STANDAARD WELLEN.
- 1941 - 08/07/1941, SPARTA WELLEN s'affilie auprès de l'URBSFA et reçoit le matricule 3131.
- 1943 - 20/09/1943, FOOTBALL CLUB STANDAARD WELLEN s'affilie auprès de l'URBSFA et reçoit le matricule 3935.
- 1947 - 15/03/1947, FOOTBALL CLUB STANDAARD WELLEN (3935) a arrêté ses activités. Le club est démissionné par l'URBSFA et le matricule 3935 disparaît.
- 1961 - 07/09/1961, SPARTA WELLEN (3131) a arrêté ses activités. Le club est démissionné par l'URBSFA. le matricule  3131 disparaît.
- 1961 - 14/10/1961, EENDRACHT FOOTBALL CLUB WELLEN (2825) change son appellation en WELLENSE SPORTKRING (2825).
- 1970 - fondation de WELEN VOETBAL VERENIGING.
- 1972 - WELLEN VOETBAL VERENIGING s'affilie auprès de l'URBSFA et reçoit le matricule 8281.
- 1985 - WELLENSE SPORTKRING (2825) accède pour la première fois aux séries nationales.
- 1991 - 10/07/1991, WELLENSE SPORTKRING (2825) est reconnu "Société Royale" et prend le nom de KONINKLIJKE WELLENSE SPORTKRING (2825).
- 1998 - 09/04/1998, KONINKLIJKE WELLENSE SPORTKRING (2825) et WELLEN VOETBAL VERENIGING (8281) s'accordent pour fusionner. À partir du 01/07/1998, les deux clubs forment KONINKLIJKE WELLEN VOETBALKRING (2825).

## Histoire
Le premier club que connut la localité de Wellen, porte le nom de Standaard FC Wellen. Il voit le jour en 1920-1921. Le cercle est officiellement affilié auprès de l'URBSFA, le 5 septembre 1928 et se voit attribuer le « matricule 1278 ». Le club joue en Jaune et Noir sur un site appelé « Dries » à la Grote Beemd. Au début des années 1930, le club connaît des soucis internes issus de mésententes politiques. Il finit par arrêter ses activités et est démissionné par la fédération le 6 juillet 1933.
Un autre club est rapidement reconstitué sur les bases de l'ancien. L'Eendracht FC Wellen est créé en 1934. Ses couleurs sont Rouge et Blanc. Le 1er août 1935, il est affilié à l'URBSFA qui lui donne le "matricule 2825". L'équipe joue successivement dans la Veerstraat, puis à un endroit appelé "het Broek" et enfin à Herten.
Alors que la Seconde Guerre mondiale a débuté, d'autres cercles sont créés dans la localité. En 1939 est fondé le Sparta Wellen puis en 1940 un nouveau FC Standaard Wellen est constitué. Le Sparta est officiellement inscrit dans les registres fédéraux le 8 juillet 1941 sous le "numéro 3131". Le 20 septembre 1943, le FC Standaard est crédité du "matricule 3965".
Sparta Wellen joue en Rouge et Noir, d'abord à la Grote Beemd puis dans la Houtstraat. Le FC Standaard s'installe dans la Stokstraat puis en 1941 au "Dries". Jouant d'abord en Bleu et Blanc, le club adopte ensuite des maillots rouge et Jaune avec des shorts noirs. En 1944, il évolue dans la Appeystraat.
En 1945, après la Libération, l‘Eendracht FC et le FC Standaard envisagent de fusionner et de former le Verbroedering Wellen. Mais cette union n'est pas du goût de tous les membres. Le risque de perdre de nombreux joueurs est bien présent. Finalement, l'appellation Eendracht FC est conservée alors que le 15 mars 1947 le FC Standaard (3965) est rayé des listes de l'Union Belge. L‘Eendracht joue sur le site "het Broek" puis à Herten.
En 1961 des rumeurs de fusion apparaissent entre Eendracht FC (2825) et Sparta (3131). Finalement, il semble qu'il n'y a pas de fusion officielle. Le Sparta arrête ses activités et est radié le 7 septembre 1961. De commun accord, ses membres ont rejoint l'Eendracht FC (2825) change son appellation en Wellense SK, le 14 octobre 1961. Sous le matricule 2825, le cercle s'est installé sur le site du "Sparta", dans la Houtstraat. Le club actuel y évolue encore.
En 1967, le Wellense SK est champion de 2e provinciale, mais au lieu de rejoindre l'élite du Limbourg, le club est renvoyé en 4e provinciale (niveau 8) dans des circonstances troubles et sombres ! Deux saisons plus tard, le cercle est remonté en P2 et en 1971, il gagne de nouveau le droit de monter en P1 (niveau 5). À la même époque apparaît un autre club, Wellen VV qui est affilié à l'URBSFA, le 19 août 1972 où il reçoit la "matricule 8281". Ce club débute en P4 (niveau 8). Au milieu des années 1990, il est parvenu en P1 et manque d'un cheveu la montée en Promotion.
Pendant ce temps, le Wellense SK (2825) s'est installé durablement parmi l'élite provinciale limbourgeoise. En 1985, le club est champion et atteint les séries nationales pour la première fois de son Histoire. La nouvelle direction modernise les installations de la Houtstraat. Le club s'installe en Promotion. Il y décroche la 3e place en 1989. Il réédite cette performance en 1991, année où il est reconnu "Société Royale".
Le K. Wellense SK participe à deux reprises (1995 et 1996) au tour final pour la montée en Division 3 mais il échoue à chaque fois au premier tour. En 1997, le matricule 2825 est contraint de jouer les barrages pour éviter la descente. Ce qu'il fait en étrillant l'US Tournaisienne (7-1). Mais la saison suivante, le club est relégué après treize saisons consécutives en séries nationales.
Touché de plein fouet par l'Arrêt Bosman, le club ne parvient pas à conserver ses ambitions. Le 9 avril 1998, le K. Wellense SK et son voisin du Wellen VV unissent leurs destinées pour former le K. VK Wellen qui conserve le matricule 2825 de l'ancien "SK". Le club fusionné décide d'associer les trois couleurs (jaune et bleu du SK et rouge du VV).
En 2002, le "KVK" remonte en nationales en compagnie du K. VV Vigor Beringen (qui va, à la fin de cette même saison, fusionner avec le K. Beringen FC). Au terme du championnat suivant, les deux promus furent relégués.
En 2007, le club participe au tour final interprovincial. Il va s'imposer (0-1) au VV Verbroedering Maasmechelen au premier tour mais est ensuite battu à domicile (1-2) par Soignies et n'est pas promu.
En 2011, le K. VK Wellen est de nouveau qualifié pour le tour final interprovincial mais privé de plusieurs titulaires dans son secteur médian, il s'incline au premier tour contre les Namurois de R. Standard Bièvre (1-3, après prolongation).

## Résultats dans les divisions nationales
Statistiques mises à jour le 30 juin 2018

### Bilan
| Niv | Divisions     | Jouées | Titres | TM Up | TM Down |
| --- | ------------- | ------ | ------ | ----- | ------- |
| I   | 1re nationale | 0      | 0      |       |         |
| II  | 2e nationale  | 0      | 0      |       |         |
| III | 3e nationale  | 0      | 0      |       |         |
| IV  | 4e nationale  | 16     | 0      | 2     | 1       |
| V   | 5e nationale  | 2      | 0      | 1     |         |
|     |               |        |        |       |         |
|     | TOTAUX        | 18     | 0      | 3     | 1       |

- TM Up : test-match pour départager des égalités, ou toutes formes de Barrages ou de Tour final pour une montée éventuelle.
- TM Down : test-match pour départager des égalités, ou toutes formes de Barrages ou de Tour final pour le maintien.

### Classements saison par saison
| Ordre               | Saison  | Nom du club    | Niveau                         | Classement final | Remarques   |
| ------------------- | ------- | -------------- | ------------------------------ | ---------------- | ----------- |
| 1                   | 1985-86 | Wellense SK    | Promotion série B              | 12e/16           |             |
| 2                   | 1986-87 | Wellense SK    | Promotion série C              | 8e/16            |             |
| 3                   | 1987-88 | Wellense SK    | Promotion série C              | 11e/16           |             |
| 4                   | 1988-89 | Wellense SK    | Promotion série C              | 3e/16            |             |
| 5                   | 1989-90 | Wellense SK    | Promotion série C              | 5e/16            |             |
| 6                   | 1990-91 | Wellense SK    | Promotion série D              | 3e/16            |             |
| 7                   | 1991-92 | K. Wellense SK | Promotion série C              | 9e/16            |             |
| 8                   | 1992-93 | K. Wellense SK | Promotion série C              | 9e/16            |             |
| 9                   | 1993-94 | K. Wellense SK | Promotion série C              | 8e/16            |             |
| 10                  | 1994-95 | K. Wellense SK | Promotion série C              | 6e/16            | Tour final! |
| 11                  | 1995-96 | K. Wellense SK | Promotion série C              | 3e/16            | Tour final! |
| 12                  | 1996-97 | K. Wellense SK | Promotion série C              | 13e/16           | Barrages!   |
| 13                  | 1997-98 | K. Wellense SK | Promotion série C              | 14e/16           | Relégué!    |
| séries provinciales |         |                |                                |                  |             |
| 14                  | 2002-03 | K. VK Wellen   | Promotion série C              | 14e/16           | Relégué!    |
| séries provinciales |         |                |                                |                  |             |
| 15                  | 2014-15 | K. VK Wellen   | Promotion série C              | 8e/16            |             |
| 16                  | 2015-16 | K. VK Wellen   | Promotion série C              | 12e/16           | Relégué     |
| 17                  | 2016-17 | K. VK Wellen   | Division 3 Amateur VFV série B | 11e/16           |             |
| 17                  | 2016-17 | K. VK Wellen   | Division 3 Amateur VFV série B | 2e/16            | Tour final  |

## Entraîneurs
- 2016-févr. 2017 :  Daniël Nassen